# Soligny-les-Étangs

Soligny-les-Étangs este o comună în departamentul Aube din nord-estul Franței. În 1 ianuarie 2022 avea o populație de 259 de locuitori.